# Cherves-Châtelars
 Cherves-Châtelars  es una comuna y población de Francia, en la región de Poitou-Charentes, departamento de Charente, en el distrito de Confolens y cantón de Montembœuf.
Está integrada en la Communauté de communes de Haute Charente .

## Demografía[2]
| 1 173 | 1 007 | 1 005 | 1 297 | 1 595 | abs. | 1 689 | 1 671 | 1 596 | 1 505 | 1 485 | 1 362 | 1 395 | 1 462 | 1 417 | 1 421 | 1 340 | 1 304 | 1 305 | 1 308 | 1 058 | 1 031 | 946 | 915 | 869 | 706 | 731 | 656 | 608 | 592 | 520 | 443 | 434 |
| Para los censos de 1962 a 1999 la población legal corresponde a la población sin duplicidades (Fuente: INSEE [Consultar]) |       |       |       |       |      |       |       |       |       |       |       |       |       |       |       |       |       |       |       |       |       |     |     |     |     |     |     |     |     |     |     |     |